# Рустамов, Муса Исмаил оглы
Муса Исмаил оглы Рустамов (азерб.  Musa İsmayıl oğlu Rüstəmov; 8 мая 1930 — 29 ноября 2022) — азербайджанский учёный, доктор технических наук, профессор, действительный член НАНА, директор Института нефтехимических процессов имени академика Ю. Мамедалиева НАНА. Заслуженный деятель науки Азербайджанской ССР (1979).

## Биография
Муса Рустамов родился 8 мая 1930 года в городе Ордубад Нахичеванской АССР Азербайджанской ССР. В 1947 году окончил химико-технологический факультет Азербайджанского индустриального института.
С 1952 года работал инженером в Азербайджанском НИИ по переработке нефти.
С 1959 года работал младшим научным сотрудником, старшим научным сотрудником, заведующим лаборатории, заместителем директора по научной части Института нефтехимических процессов имени академика Ю. Мамедалиева НАНА.
В 1961 году защитил кандидатскую диссертацию на тему «Разработка новых высокоэффективных систем для ведения контакт-каталитических гетерогенных процессов с применением прямого потока малодисперсионных материалов», а в 1968 году — докторскую диссертацию на тему «Применение и разработка процесса каталитического крекинга в прямопоточных реакторах нефтяного сырья» и получил учёную степень доктора технических наук.
В 1973 году он был удостоен звания профессора по специальности «Нефтехимия».
В 1980 году М. Рустамов был избран членом-корреспондентом, а в 1989 году — действительным членом НАНА.
С 1988 года по 2011 год — директор ИНХП.
В 1993—1995 годах являлся профессором Азербайджанской государственной нефтяной академии, в 1999—2005 — профессором Бакинского государственного университета.

## Научная деятельность
Направлением научных исследований М. И. Рустамова является разработка технологии гетерогенно-каталитических процессов, создание катализаторов для процессов нефтепереработки и нефтехимии, повышение качества продуктов нефтепереработки.
М. И. Рустамов провёл фундаментальные исследования гидродинамики лифт-реакторов для проведения гетерогенно-каталитическах процессов, дал теоретическую оценку эффективности систем с «кипящим» слоем и сквозным потоком мелкодисперсного катализатора в проведении различных химических процессов, установил зависимость эффективности процессов от индекса текучести микросферического катализатора.
Академик М. Рустамов — один из авторов высокоэффективного комплекса каталитического крекинга Г-43-107, внедрённого на нефтеперерабатывающих заводах Болгарии, России, Украины, Латвии и Азербайджана.
В результате проведённых исследований посвящённых созданию процессов гидрокрекинга, гидроизомеризации, деструктивной изомеризации, а также процессов получения кислородсодержащих добавок к бензинам на цеолитсодержащих катализаторах, была разработана технология получения экологически чистых бензинов АИ-93, АИ-95, не содержащих соединений свинца.
М. И. Рустамов заложил основы исследований в области водородной энергетики в Азербайджане.
Автор свыше 500 научных работ (в том числе 4 монографий), 127 авторских свидетельств (15 зарубежных, 80 СССР).

## Научно-организационная деятельность
- В 1980—1991 годах член Международной ассоциации водородной энергетики,
- Член Бюро водородной энергетики при Президиуме НА СССР,
- Член координационных советов НА СССР «Нефтехимия» и «Катализ»,
- Страны социализма — члены совета «Катализ и его практическое применение» при Комитете по науке и технике Совета Министров СССР.
- Он был координатором темы каталитического крекинга и деструктивной изомеризации по проблемам нефтехимии академий.
- Председатель Научного совета «Нефтепереработка и нефтехимия» при Президиуме Азербайджанской Республики,
- Председатель Научно-технического совета по нефтепереработке, созданного при Президенте Государственной нефтяной компании Азербайджанской Республики,
- Председатель, а затем член Специализированного совета по защите докторских диссертаций при Азербайджанском НА НКПИ,
- Член Научно-технического совета НА «Нефтехимия» России,
- Член Ученого совета НА «Нефтехимия» СССР,
- Член Научно-технического совета по химико-лесохозяйственному комплексу при Совете Министров СССР,
- Член Совета НА СССР «Поиск новых способов использования солнечной энергии»,
- Член бюро Комиссии по водородной энергетике при Президиуме НА СССР,
- «Катализ и его применение в промышленности» Комитета науки и техники при Совете Министров СССР;
- Член Ученого совета, руководитель и координатор темы «Каталитический крекинг и деструктивная изомеризация» проблемы «Нефтехимия» в рамках программы междисциплинарного сотрудничества НА социалистических стран,
- НА Азербайджана стала председателем Совета по водородной энергетике.

## Награды и премии
- 1977 г. — медаль имени академика Ю. Г. Мамедалиева за заслуги в развитии науки и образования Азербайджана;
- 1979 г. — Заслуженный деятель науки Азербайджанской ССР;
- 1982 г. — удостоен Государственной премии Азербайджанской ССР за работу «Исследование, разработка и применение процесса двухстадийного каталитического крекинга нефтяного сырья с использованием прямоточных и полупрямоточных высокоэффективных реакторов на мелкодисперсном алюмосиликатном катализаторе»;
- 1997 г. — За заслуги в развитии науки и образования в Азербайджане награждён медалью имени академика Ю. Г. Мамедалиева;
- 2002 г. — награждён премией «Наука и технологии» на Саммите Организации экономического сотрудничества исламских стран;
- 2002 г. — Премия в области науки и технологий Организации экономического сотрудничества в Стамбуле;
- 2004 г. — Орден «Слава» (14 февраля 2004 года) — за заслуги в развитии азербайджанской науки[1];
- 2015 г. — Премия НАНА имени академика академика Ю. Г. Мамедалиева за достижения в направлении создания передовых промышленных систем процесса каталитического крекинга;
- 2015 г. — Индивидуальная стипендия Президента Азербайджанской Республики по распоряжению Президента Азербайджанской Республики за заслуги в развитии азербайджанской науки.
- 2019 г. — Почётный диплом Президента Азербайджанской Республики (1 октября 2019 года) — за многолетнюю плодотворную деятельность в развитии нефтехимической науки в Азербайджане[2]

## Избранные научные труды
- М. И. Рустамов, Т. А. Мамедова, Н. К. Андрющенко, Э. Н. Аскерова, Х. Р. Велиев, В. М. Аббасов. Получение дизельных топлив нового поколения гидроочисткой смеси нефтяного и растительного сырья.mht // Химия и технология топлив и масел. — 2010. — С. 8–11. — ISSN 0023-1169.

- М. И. Рустамов, А. И. Бабаев, С. М. Кязимов и др. Экологически чистые антидетонационные топливные композиции, приготовленные на основе алкильных и оксиалкильных производных ферроцена, и их растворимость в различных марках бензина и в их компонентах.mht // Известия высших учебных заведений. Химия и химическая технология. — Ивановский государственный химико-технологический университет, 2007. — Т. 50. — С. 82–86. — ISSN 0579-2991.

- М. И. Рустамов, Н. Н. Пириев, Ф. А. Бабаева. Дегидратация метанола на цеолитсодержащих катализаторах.mht // Химия и технология топлив и масел. — 2010. — С. 45–48. — ISBN 0023-1169.

- М. И. Рустамов, Ф. А. Бабаева, С. И. Абасов. Превращение смесей пропана и бензола на PT,RE/AL2O3 + Н-цеолитных системах // Нефтехимия. — Академиздатцентр "Наука" РАН, 2010. — Т. 50. — С. 43–47. — ISSN 0028-2421.

- М. И. Рустамов, Д. Б. Тагиев, А. А. Иманова, Р. В. Стариков. Конверсия Н-бутана в изопарафины на модифицированных морденит-циркониевых катализаторах // Нефтехимия. — Академиздатцентр "Наука" РАН, 2008. — Т. 48. — С. 29–32. — ISSN 0028-2421.

- М. И. Рустамов, X. М. Алимарданов, Ф. М. Велиева, Л. А. Дадашева,. Превращения алкилциклогексановых углеводородов на модифицированных пентасилах с участием метанола и окислителей.mht // Нефтехимия. — Академиздатцентр «Наука» РАН, 2006. — Т. 46. — С. 381–390. — ISSN 0028-2421.

- M. I. Rustamov, S. I. Abasov, F. A. Babayeva, R. R. Zarbaliyev, G. G. Abbasova, D. B. Tagiyev. Low-temperature catalytic alkylation of benzene by propane.mht (англ.) // Applied Catalysis A: General. — Elsevier Science Publishing Company, Inc., 2003. — Vol. 251. — P. 267–274. — ISSN 0926-860X.

- M. I. Rustamov, Ch. K. Salmanova, M. A. Nadzhafova, A. P. Mamedov. Radicals in heavy catalytic gas oil_ The generation and decay upon photoirradiation.mht // Нефтехимия. — Академиздатцентр "Наука" РАН, 2003. — Т. 43. — С. 273–281. — ISSN 0028-2421.

- M. I. Rustamov, G. T. Farkhadova, S. M. Kyazimov, Kh. D. Ibragimov, R. A. Dzhafarova, A. P. Mamedov. Thermoluminescence of crystalline petroleum luminophores.mht (англ.) // Petroleum Chemistry. — МАИК "Наука/Интерпериодика", 2004. — Vol. 44. — P. 206–210. — ISSN 0965-5441.

- M. I. Rustamov, L. G. Arustamova, V. G. Berezkin, N. T. Sultanov. Surface-layer sorbents for group analysis of aromatic hydrocarbons in petroleum distillates.mht (англ.) // Journal of Chromatography A. — Elsevier Science Publishing Company, Inc., 1977. — Vol. 140. — P. 319–321. — ISSN 0021-9673.